# Okko (stripreeks)
Okko is een Franse fantasie stripreeks van tien delen  gemaakt door stripauteur Hub. In het Nederlandse taalgebied verscheen het eerste deel bij uitgeverij Silvester in 2006. De verhalen worden uitgebracht als tweeluiken en zijn vanwege het expliciete geweld dat er in voorkomt meer bedoeld voor een volwassen publiek.

## Synopsis
De verhalen van Okko spelen zich af in een feodaal middeleeuws Japans universum, vrijelijk geïnspireerd door werken als Princess Mononoke en het werk van  van Miyamoto Musashi. Okko, een ronin, staat aan het hoofd van een kleine groep demonenjagers die door de landen van het rijk van Pajan, een middeleeuws en fantastisch Japan zwerven. De groep bestaat naast Okko uit Noburo, een reusachtig grote samoerai met enorme kracht die zijn gezicht achter een rood masker verbergt, de monnik Noshin, een grillige geestenbezweerder die ook een groot liefhebber is van sake, en de jonge Tikku, een jonge visser  aan wie Noshin zijn mysterieuze kunsten leert.

## Albums
| Nummer | Titel                           | Verschenen | Uitgeverij |
| ------ | ------------------------------- | ---------- | ---------- |
| 1      | De cyclus van het water, deel 1 | 2005-2020  | Silverster |
| 2      | De cyclus van het water, deel 2 | 2005-2020  | Silverster |
| 3      | De cyclus van de aarde, deel 1  | 2006-2020  | Silverster |
| 4      | De cyclus van de aarde, deel 2  | 2008-2011  | Silverster |
| 5      | De cyclus van de lucht, deel 1  | 2009       | Silverster |
| 6      | De cyclus van de lucht, deel 2  | 2010-2011  | Silverster |
| 7      | De cyclus van het vuur, deel 1  | 2011       | Silverster |
| 8      | De cyclus van het vuur, deel 2  | 2012       | Silverster |
| 9      | De cyclus van de leegte, deel 1 | 2014       | Silverster |
| 10     | De cyclus van de leegte, deel 2 | 2015-2016  | Silverster |